# Natlys-familien
Natlys-familien (Onagraceae) består af 18 slægter og omkring 650, ofte urteagtige arter. Familien er udbredt på alle kontinenter undtagen Antarktis. Bladene er spredtstillede med tandet rand. Blomsterne sidder samlet i klaser eller aks. Frugten er en kapsel med mange frø. Her nævnes kun de slægter, som er repræsenteret ved arter, som er vildtvoksende i Danmark, eller som dyrkes her.
| Slægter |

- Dueurt (Epilobium)
- Fuchsia
- Gederams (Chamerion), synonym: Chamaenerion
- Ludwigia
- Natlys (Oenothera)
- Steffensurt (Circaea)